# のと香
株式会社のと香（のとか）は、岡山県美作市に本社を置く貸切バス事業者である。

## 概要
貸切バスの運行やバスツアーなどを企画・販売する旅行代理店業務を行っている。また、美作市内で路線バスを運行する「株式会社美作共同バス」の出資会社でもある。

## 沿革
- 2007年2月14日 - 設立。
- 2019年4月1日 - 勝田郡奈義町のコミュニティバス「なぎバス」の運行受託を開始[1]。
- 2021年4月1日 - なぎバスの運行受託解除（ビジット奈義が受託）[2]。

## 営業所
- 本社営業所
  - 岡山県美作市小野2382-5
- 勝央営業所
  - 岡山県勝田郡勝央町勝間田746-10
- 津山営業所
  - 岡山県津山市高野山西2115-7

## 車両
貸切バス車両は、三菱ふそうトラック・バス製をメインに保有している。
主力車両
- 三菱ふそう・エアロエース